# Deviation (film 1971)
Deviation è un film del 1971 diretto da José Ramón Larraz.

## Trama
Una giovane coppia nella campagna inglese, dopo un incidente d'auto, viene ospitata da un misterioso tassidermista nella sua casa di campagna dove organizza sexy feste di droga.

## Produzione
Il film è stato girato a Londra, in Inghilterra.

## Distribuzione
Il film fu distribuito in Italia solo nel 1976 con il divieto per i minori di anni 18.

## Colonna sonora
La colonna sonora del film, composta da Stelvio Cipriani, precedentemente inedita, è stata pubblicata in LP 10" solamente nel 2016 da Dagored.